# Томешкуль
Томешкуль (Томескул) — річка в Україні, у Глибоцькому районі Чернівецької області, права притока Малого Серету (басейн Дунаю).